# Veikko Räsänen
Veikko Räsänen (* 5. August 1928 in Maaninka; † 29. Dezember 2003 in Siilinjärvi) war ein finnischer Skilangläufer.
Räsänen gewann im Jahr 1953 bei den Svenska Skidspelen im Lauf über 18 km. Bei den Weltmeisterschaften 1954 in Falun errang er den sechsten Platz über 15 km. Im selben Jahr wurde er Zweiter bei den Lahti Ski Games im Lauf über 18 km und finnischer Meister über 15 km.  Zwei Jahre später lief er bei den Olympischen Winterspielen in Cortina d’Ampezzo auf den 14. Platz über 15 km. Im März 1957 belegte er bei den Lahti Ski Games den zweiten Platz über 50 km. Bei den Weltmeisterschaften 1958 in Lahti kam er auf den 13. Platz über 15 km und auf den achten Rang über 30 km. Im folgenden Jahr wurde er Dritter beim Holmenkollen Skifestival im 50-km-Lauf. Bei den Olympischen Winterspielen 1960 in Squaw Valley belegte er den achten Platz über 50 km. Im Jahr 1961 errang er bei den Svenska Skidspelen den dritten Platz über 30 km. Sein Sohn ist der ehemalige Skilangläufer Jari Räsänen.